# Bandera de Massachusetts
La Mancomunidad de Massachusetts en Estados Unidos tiene tres banderas oficiales: una bandera de estado, una bandera "naval y marítima" (a pesar de que ya no tenga su propia marina), y la bandera del gobernador.

Bandera de Massachusetts (reverso; 1908-1971).

## Bandera de estado de abanderamiento
La bandera de Massachusetts, muestra, a ambos lados, el escudo de armas del estado centrado en una esfera de color blanco. El escudo representa a un Algonquin, nativo americano con arco y flecha, la flecha que apunta hacia abajo, significa la paz. Una estrella blanca con cinco puntos aparece junto a la figura del jefe, lo que representa a Massachusetts como el 6ª estado admitido por EE. UU. Un listón azul (azul, significando el Blue Hills de Canton y Milton) rodea el escudo, que lleva el lema estado Ense Petit Placidam, Sub libertate Quietem ("Por la espada que buscamos la paz, pero la paz solo en virtud de la libertad"). Sobre el escudo se encuentra el estado militar de cresta: un brazo doblado sosteniendo una espada de doble filo. La espada tiene su hoja hacia arriba, para recordar que es a través de la Guerra que se ganó la libertad. 
La bandera del estado fue adoptada oficialmente en 1908, pero se ha utilizado no oficialmente desde la Guerra de Independencia. Esta bandera incluye en su reverso el escudo azul que contiene el árbol de pino verde de la enseña de la Marina del Estado. En 1971 el diseño se ha simplificado haciendo lo mismo en ambos lados.

Navales y marítimas pabellón de Massachusetts.

Bandera del gobernador de Massachusetts.

## Pabellón naval y marítimo
En abril de 1776 la Marina de Massachusetts adoptó como su bandera (enseña naval) un campo blanco cargado con un pino verde y el lema "Una apelación al cielo". En 1971 el lema fue cambiado, y la bandera fue designada "enseña naval y marítima de la Comunidad".

## Bandera del Gobernador
La bandera del gobernador de Massachusetts tiene exactamente el mismo diseño que la bandera del estado pero con una forma triangular.